# Fraulautern
Fraulautern (en sarrois Fraulaudere) est un stadtteil de Sarrelouis, en Sarre.

## Histoire
Primitivement dénommé Lutrea Wilre, a dépendu des Trois-évêchés. 

Ancienne commune de la Moselle sous les noms de Loutre et Frauloutern, rattachée à la Prusse en 1815.

## Lieux et monuments

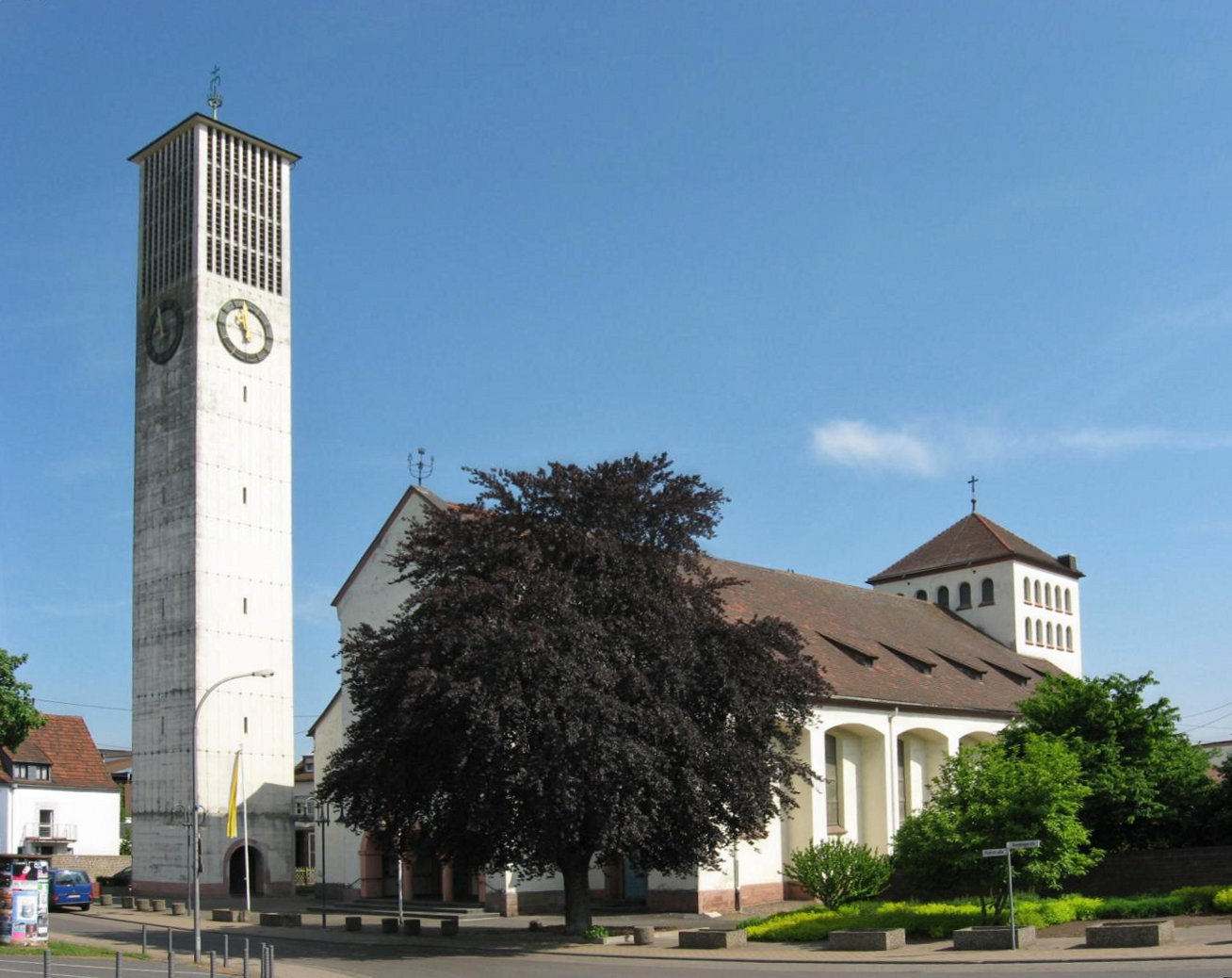
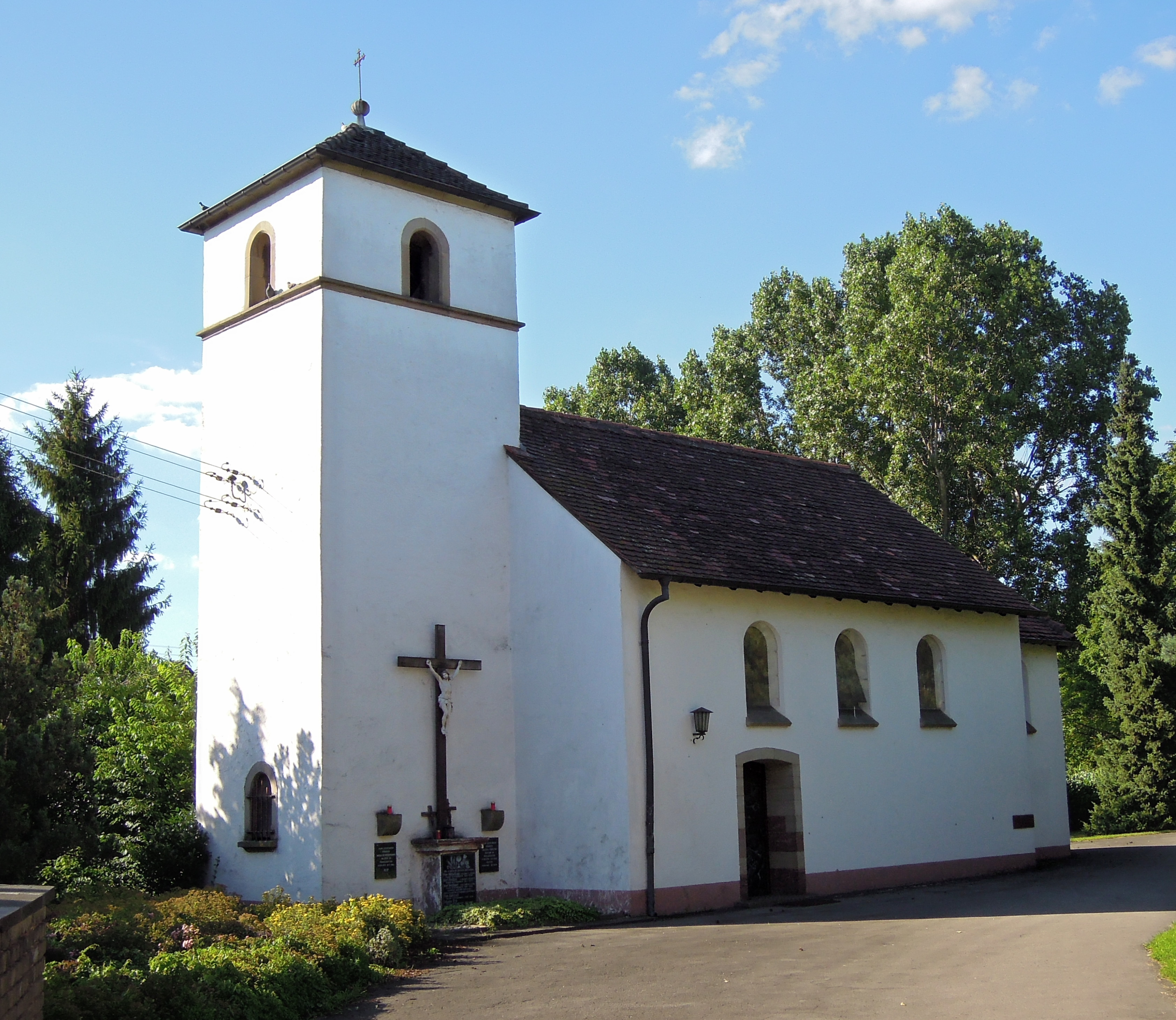
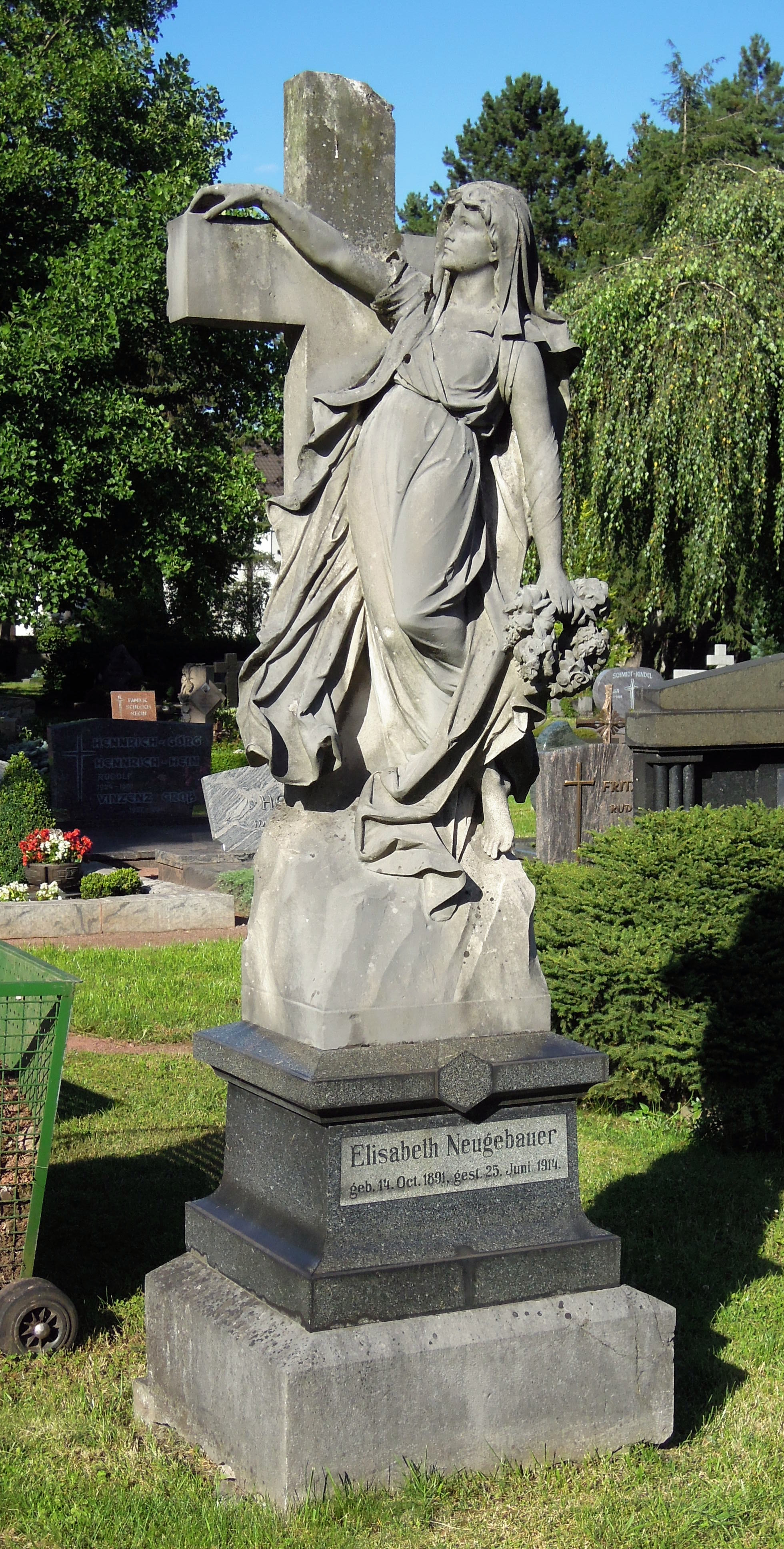
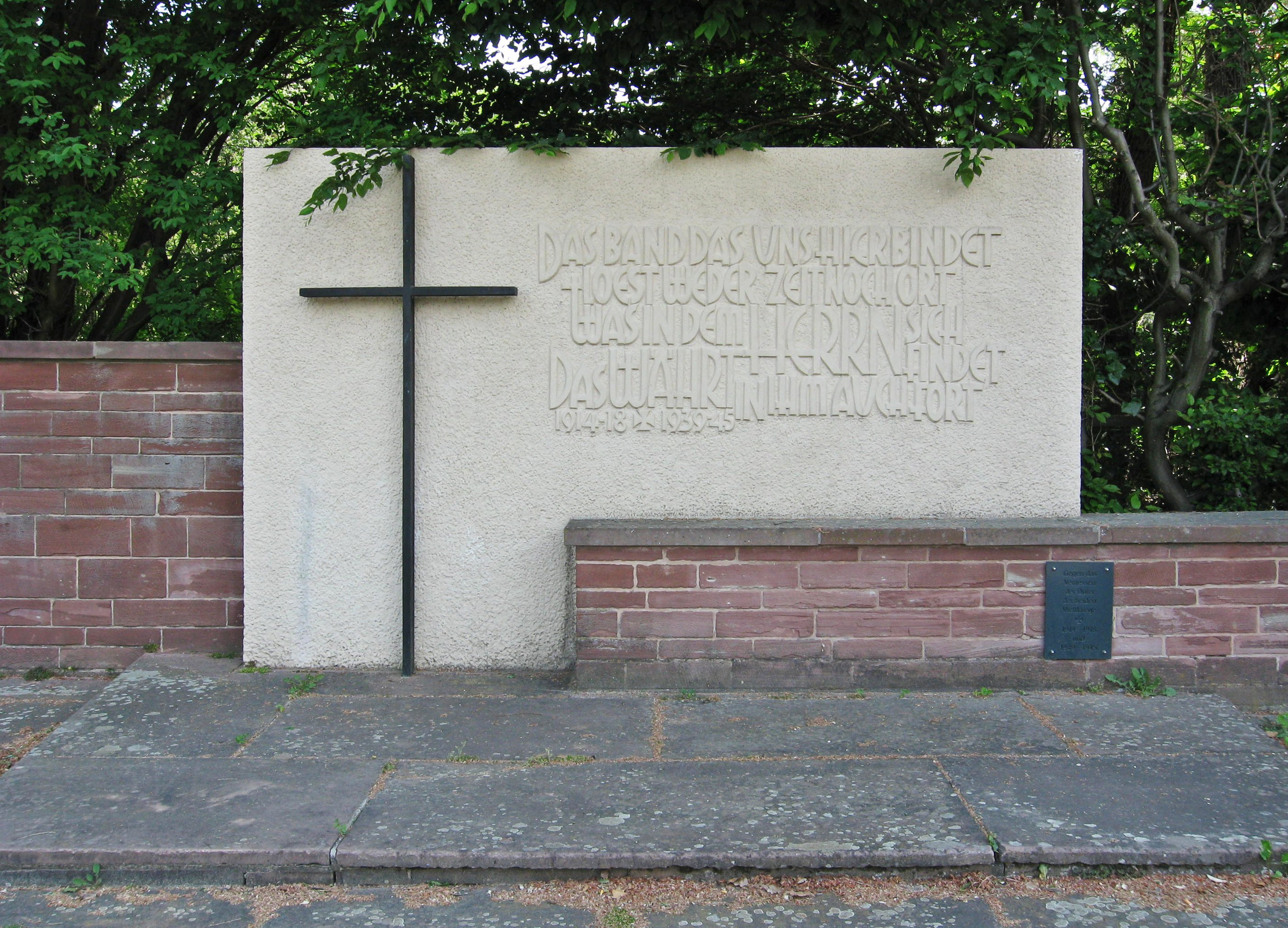
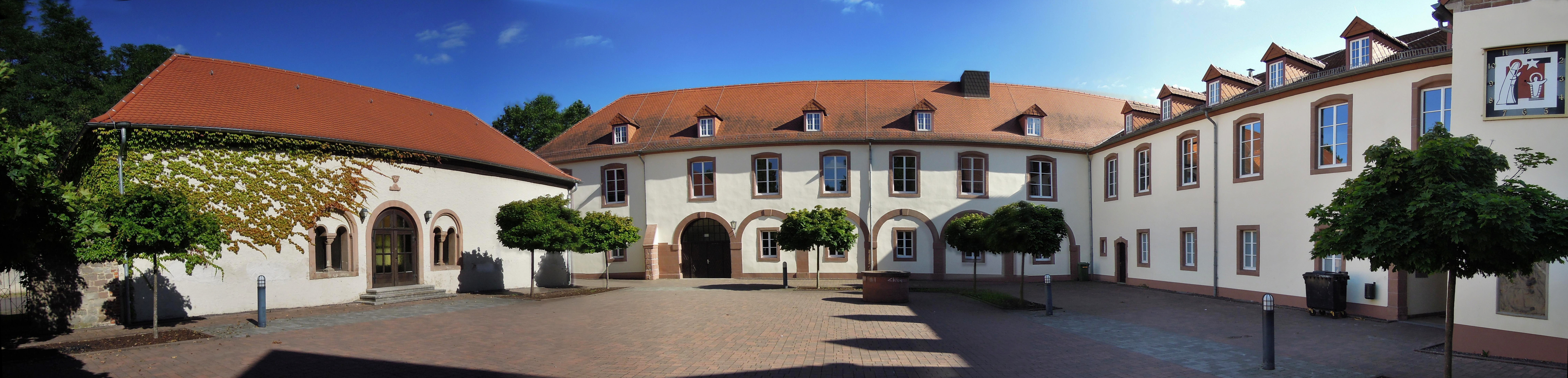
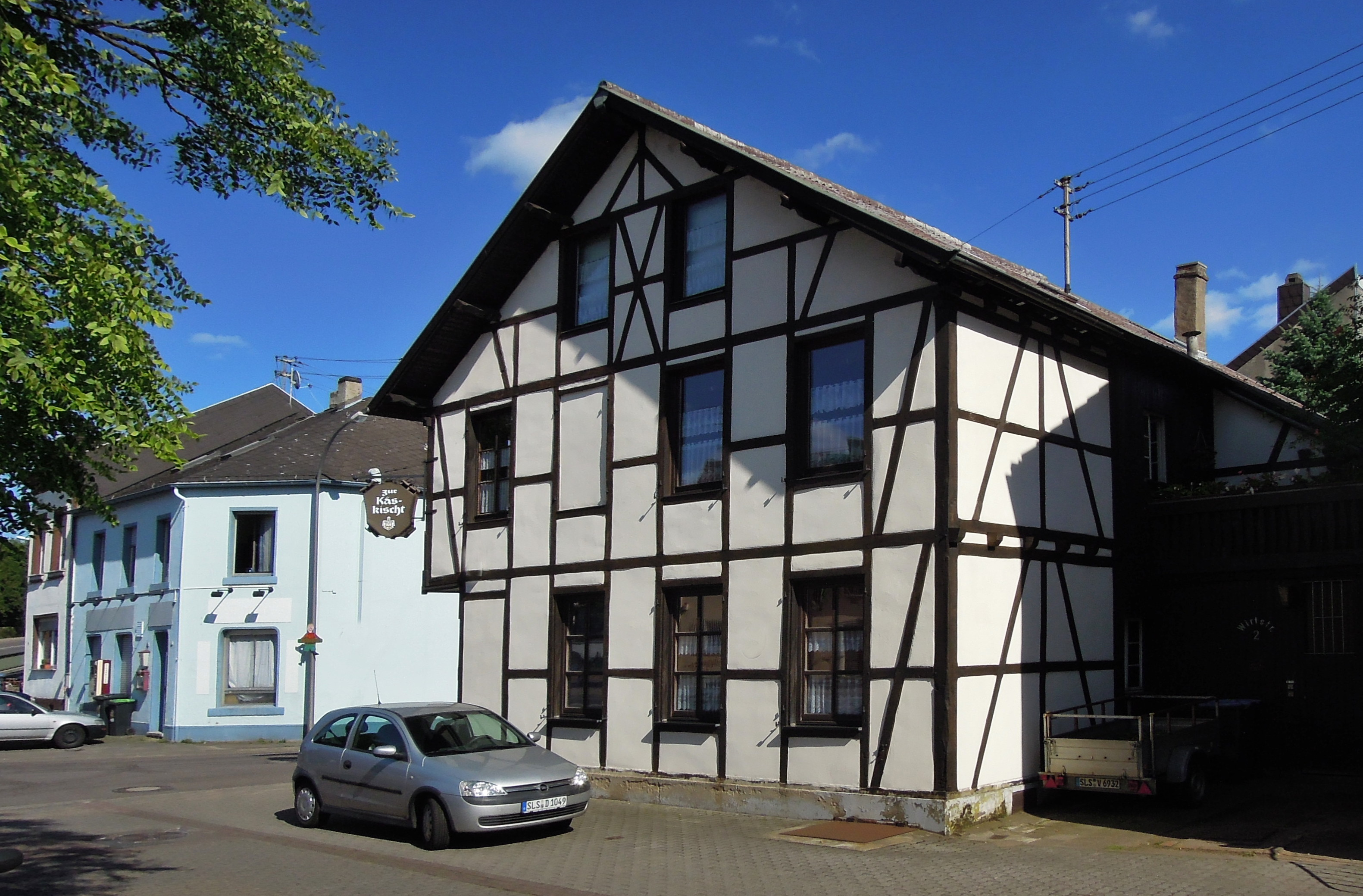